# プラネット・カンサヴァトリーズ・スタジアム
プラネット・カンサヴァトリーズ・スタジアム (Planet Conservatories Stadium)は、イングランド・カンブリア州ケンダル(en)にあるスタジアム。ノーザン・プレミアリーグ1部(en)に所属するケンダル・タウンFC(en)のホームスタジアムである。

## 概要
現在は、スポンサー名(en)を冠しレークランドレディオ・スタジアムと呼ばれている。大抵はパークサイド・ロードと言う。

## アクセス
スタジアムから10分の範囲内にM6 高速道路(en)があり、2マイル(約3.2km)の距離には鉄道駅がある。